# Retentie-index van Kováts
De retentie-index van Kováts (meestal kortweg Kováts-index of retentie-index genoemd) is een begrip uit de gaschromatografie waarmee retentietijden omgezet kunnen worden in systeem-onafhankelijke getallen. Dit maakt het mogelijk gegevens onderling te vergelijken die afkomstig zijn van verschillende gaschromatografen, verschillende kolommen en andere laboratoria. Het principe werd ontwikkeld door de uit Hongarije afkomstige Zwitserse scheikundige Ervin Kováts, tijdens zijn onderzoek op het gebied van de etherische oliën. De index was, voordat de directe koppeling tussen de gaschromatograaf en de massaspectrometer gemeengoed werd, een van de belangrijkste manieren ter identificatie in de gaschromatografie.

## Principe
Stoffen verplaatsen zich alleen door de kolom in de mobiele gasfase. Stoffen opgelost in de stationaire vloeistoffase blijven zitten waar ze zitten. De verhouding tussen de dode tijd t0 in de gasfase en tijd in de vloeistoffase (ti-t0) of netto retentietijd is de zogeheten capaciteitsfactor:
{\displaystyle {\frac {t_{i}-t_{0}}{t_{0}}}={\frac {RTS_{i}}{P^{i}}}}ß
Uiteraard spelen de gasconstante R en de temperatuur T de hoofdrol in de capaciteitsfactor. Uit deze vergelijking lijkt te volgen dat de retentietijd toeneemt met de temperatuur, maar de zuivere stof dampdruk Pi exponentieel stijgt met de temperatuur T. Het is daardoor wel degelijk zo dat de retentietijd korter wordt in warmere GLC kolommen. De oplosbaarheid van stoffen Si in de stationaire fase stijgt of daalt met de temperatuur, maar niet exponentieel. De oplosbaarheid wordt selectiviteit of polariteit genoemd in de chromatografie. De fase verhouding ß is voor capillaire GLC als volgt te berekenen met de binnen diameter dc en de film dikte df:
ß{\displaystyle ={\frac {V_{L}}{V_{G}}}={\frac {4d_{f}}{d_{c}}}}
Dikke films en nauwe capillairen hebben dus langere retentietijden.
De capaciteitsfactor kan nu expliciet voor retentietijd geschreven worden:
{\displaystyle t_{i}=t_{0}({\frac {RTS_{i}}{P^{i}}}}ß+1)
Gecombineerd met de gemiddelde gassnelheid ū=L/to [cm/s] krijgen we alle belangrijke GLC factoren in beeld:
{\displaystyle t_{i}={\frac {L}{u}}({\frac {RTS_{i}}{P^{i}}}}ß+1)
Dus: retentietijd neemt toe met de lengte L van de kolom en af met de gemiddelde gassnelheid ū. 
In totaal zijn er nu 6 fysische eigenschappen die de retentietijd bepalen.
Het grote nut van de Kovats-index is dat er maar 2 fysische eigenschappen overblijven als de capaciteitsfactor in de isotherme Kovats index wordt ingevuld:
{\displaystyle I_{i}=100\left[n+{\frac {log({\frac {S_{i}}{P^{i}}})-log({\frac {S_{n}}{P^{n}}})}{log({\frac {S_{n+1}}{P^{n+1}}})-log({\frac {S_{n}}{P^{n}}})}}\right]}
Hierbij zijn de logaritmen met grondgetal {\displaystyle e}.
Alleen de oplosbaarheid en de dampdruk van stof i en de n-alkanen is van invloed op de waarde van de gemeten Kovats index.
De isotherme Kovats-retentie-index is dus onafhankelijk van R, L, d f, dc, en ū. De isotherme Kovats-index is  dus onafhankelijk van het gaschromatografisch systeem.

## Formule bij isotherme gaschromatografie
Het aantal koolstofatomen van de rechte keten n-alkaan wordt met 100 vermenigvuldigd. Bij de berekening van de index wordt gebruikgemaakt van de logaritme van de gecorrigeerde retentietijd {\displaystyle \log(t_{i}-t_{0})} van de onbekende piek en de n-alkanen voor en na de onbekende piek i. In formules wordt de index meestal aangegeven met de I. De isotherme Kovats formule geldt voor organische verbindingen bij constante kolom temperatuur:
{\displaystyle I_{i}=100\times \left[n+(N-n){\frac {log\left(t_{i}-t_{0}\right)-log\left(t_{n}-t_{0}\right)}{log\left(t_{N}-t_{0}\right)-log\left(t_{n}-t_{0}\right)}}\right]}
Hierbij is:
- I_i de Kováts retentie-index van piek i,
- n aantal koolstofatomen van de eerder eluerende n-alkaan,
- N aantal koolstofatomen van de later eluerende n-alkaan,
- ti de retentietijd van stof i,
- t0 de dode tijd, lucht piek.

## Formule bij temperatuurgeprogrammeerde gaschromatografie
Wanneer gebruikgemaakt wordt van temperatuurprogrammering, dan wordt volgens ASTM D6730 niet de netto retentie tijd gebruikt:
{\displaystyle I_{i}=100\left[n+{\frac {log(t_{i})-log(t_{n})}{log(t_{n+1})-log(t_{n})}}\right]}
maar ongecorrigeerde retentietijden t. De voorafgaande en volgende n-alkanen mogen niet meer dan 1 koolstof atoom verschillen.

## Praktijk
Tabellen met indices zijn behulpzaam bij het zoeken naar de juiste stof bij een piek in het chromatogram. Een uitgebreide Kovats index database is samengesteld door het NIST.
Om op basis van alleen de retentie-index van Kováts een uitspraak te doen over de aard van een verbinding is het noodzakelijk om de index op verschillende stationaire fasen (en temperaturen) te meten. In tabellen kan vervolgens de gemeten piek worden geïdentificeerd. Vaak levert dit een aantal verbindingen op. Het Kovats systeem kan heel goed isomeren onderscheiden die vrijwel identieke massa spectra hebben.

## Uitzondering
Bij het toepassen van retentie-indices wordt ervan uitgegaan dat de verschillende stoffen onafhankelijk van elkaar door de gaschromatografische kolom bewegen. Vooral als groepen verwante verbindingen met sterk uiteenlopende kookpunten geanalyseerd worden kan dit fout lopen. Analyse van een alkanenmengsel van hexaan tot en met decaan zal op veel kolommen voor hexaan en heptaan langere retentietijden laten zien dan wanneer de zuivere stoffen afzonderlijk van elkaar worden geanalyseerd. In het begin van de analyse zal de stationaire fase relatief veel van de hoger kokende alkanen bevatten, waardoor hexaan en heptaan beter in de stationaire fase diffunderen, en dus minder snel door de kolom bewegen. De index zal dus hoger worden.